# 石川徳仁
石川 徳仁（いしかわ のりひと、1966年3月5日 - ）は日本の書家、国際中国書法国画家協会副会長。

## 略歴
愛知県半田市出身。小学校1年生から書道を始め6年生で書道師範となり、日展などで入賞。法政大学経済学部卒業後は経営コンサルタントを経て、2009年に表参道に書道教室を開業。

## 役職
- 際中国書法国画家協会副会長
- チベット寺院設立日本準備委員会委員